# Winnie-the-Pooh: miel y sangre
Winnie-the-Pooh: Blood and Honey (Winnie Pooh: Miel y Sangre en Hispanoamérica y  Winnie-the-Pooh: El Bosque Sangriento en España) es una película independiente del género terror, dirigida y escrita por Rhys Frake-Waterfield. La película sirve como una adaptación de terror del libro Winnie-the-Pooh de A. A. Milne (1926), y sigue a los personajes antropomórficos Winnie-the-Pooh y Piglet a medida que se convierten en asesinos sedientos de sangre cuando Christopher Robin los abandona para ir a la universidad. Protagonizada por Amber Doig-Thorne, Maria Taylor, Danielle Ronald y Natasha Tosini, pretende ser la primera de una serie de películas de terror basados en cuentos infantiles clásicos.
El desarrollo de la película comenzó cuando el libro original se convirtió en una obra de dominio público en los Estados Unidos en enero de 2022, lo que resultó en que The Walt Disney Company ya no tuviera los derechos cinematográficos exclusivos de los personajes.
Tras su anuncio, la película fue recibida con reacciones mixtas y atrajo una gran atención debido a su concepto que involucraba a un personaje que se había ganado la reputación de ser un «ícono de la infancia amado». La película es producida por Jagged Edge Productions y distribuida por ITN Studios y MovieCompany (Países Bajos, Bélgica, Luxemburgo, y Antillas Neerlandesas).
Winnie-the-Pooh: Blood and Honey se estrenó el 26 de enero de 2023 en México, el 15 de febrero de 2023 en Estados Unidos y el 10 de marzo de 2023 en Reino Unido. Recibió críticas mayormente negativas por parte de la crítica y la audiencia.

## Argumento
Durante su infancia, Christopher Robin se hizo amigo de Winnie-the-Pooh, Piglet, y sus amigos, jugaban juntos y también les proporcionaba comida. A medida que él crecía, estas visitas se volvieron menos frecuentes, al igual que el suministro de alimentos, lo que hizo que Pooh y los demás se sintieran cada vez más hambrientos y desesperados al tener que valerse por sí mismos. Cuando Christopher fue a la universidad, las visitas se detuvieron por completo, causando que Pooh y Piglet se volvieran completamente salvajes y desquiciados, lo que provocó que Ígor y los demás fueran asesinados y comidos en algún momento. Ahora, Christopher ha regresado al bosque junto a su nueva esposa, con la esperanza de presentarle a sus viejos amigos. Sintiéndose traicionados y enfurecidos, esto los lleva a cometer asesinatos desenfrenados por su insaciable hambre de carne humana mientras atormentan a un grupo de chicas universitarias que ocupan una cabaña rural cerca de su antiguo hogar: El Bosque de los 100 Acres.

## Reparto
- Amber Doig-Thorne como Alice
- Maria Taylor como Maria
- Danielle Ronald como Zoe
- Natasha Tosini como Lara
- May Kelly como Tina
- Paula Coiz como Mary
- Natasha Rose Mills como Jess
- Craig David Dowsett como Winnie-the-Pooh
- Chris Cordell como Piglet
- Nikolai Leon como Christopher Robin[8]

## Producción

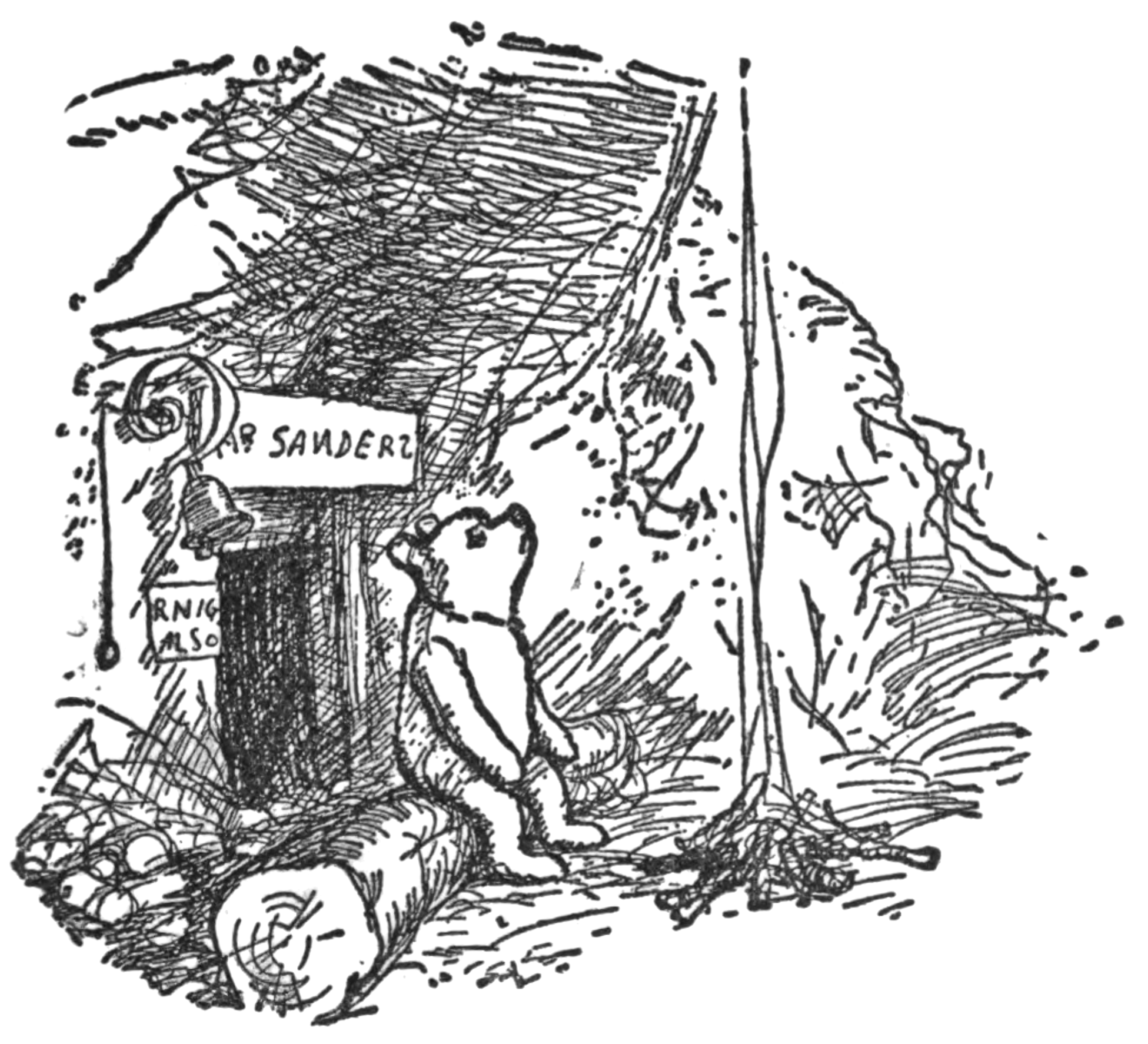
Si bien los dibujos del libro de 1926 pasaron al dominio público junto con su texto, Frake-Waterfield tuvo que evitar cualquier elemento que fuera exclusivo de las representaciones del personaje de Disney.

### Desarrollo
El 24 de mayo de 2022, Josh Korngut de Dread Central reportó el anuncio de una adaptación cinematográfica de terror basada en Winnie-the-Pooh. Los derechos de los personajes habían sido propiedad de The Walt Disney Company desde 1966 y, aunque Disney conserva los derechos exclusivos de las representaciones de estos personajes de su película de 1977 The Many Adventures of Winnie the Pooh, así como personajes posteriores como Tigger, Winnie-the-Pooh pasó al dominio público en enero de 2022. Después de que caducaron los derechos de autor, Rhys Frake-Waterfield comenzó la producción de Winnie the Pooh: Blood and Honey el mismo año, marcando su debut como director.

### Filmación
Winnie the Pooh: Blood and Honey, la cual se rodó en Inglaterra, se filmó durante un período de 10 días. Jagged Edge Productions produjo la película en colaboración con ITN Studios, quienes la distribuyeron. Para evitar problemas de derechos de autor, Frake-Waterfield tuvo cuidado de evitar la camisa roja de Pooh y cualquier otro elemento de las representaciones de Disney que pudiera plantear un problema de derechos de autor.

## Marketing
El primer póster de la película se lanzó el 14 de julio de 2022. El primer tráiler de la película se lanzó el 31 de agosto de 2022. Hattie Lindert de The A.V. Club la llamó «maravillosamente chalada».

## Recepción

### Prelanzamiento
Después del anuncio de la película, la escritora de Salon.com Kelly McClure escribió que la película es «un ejemplo perfecto del mal que podría surgir de un trabajo creativo que pasa al dominio público». Continuó, llamando a la película una «versión horrible» de Winnie-the-Pooh, y también afirmó que «tienes los ingredientes para un clásico de culto oscuro y retorcido». Jon Mendelsohn, escribiendo para Collider, calificó las imágenes de la película como «combustible para pesadillas» y el concepto «extremadamente extraño», al mismo tiempo que señaló que «el Internet se está volviendo loco». Rotem Rusak, escribiendo para Nerdist, escribió: «Ver al icónico oso reinventado como un monstruo slasher de pesadilla habla de un espíritu deliciosamente imaginativo que realmente nos inspira».
Katarina Feder de Artnet escribió: «...no puedes comprar publicidad como la que han tenido y algo me dice que este apasionado proyecto indie encontrará su financiación, dando vida a las ideas únicas del director sobre asesinar mujeres en bikini».

### Crítica
El sitio web agregador de reseñas Rotten Tomatoes informó una calificación de 3%, basadas en 62 reseñas, con un promedio de 2.2/10. El consenso crítico dice: «Oh hermano». Metacritic, que usa una media ponderada, indicó una puntuación de 16 sobre 100 basada en 19 reseñas lo que indica "disgusto abrumador".

## Futuro
En junio de 2022, Frake-Waterfield expresó su interés en crear una secuela y quiere «aumentarlo aún más y volverla aún más loca y más extrema» estando prevista a salir a inicios de 2024.